# Tropicalismo
Tropicalismo (auch: Tropicália) bezeichnet eine kulturell-politische Bewegung in Brasilien. Vorwiegend bekannt als neue musikalische Strömung umfasste der Tropicalismo ursprünglich Kunstformen im Sinne einer Vermischung unterschiedlicher Stile. Aber auch in Bezug auf die brasilianische Literatur und den Film dieser Zeit spricht man von Tropicalismo.

## Geschichte
Im Jahr 1967 präsentierten Gilberto Gil und Caetano Veloso eine neue brasilianische Musikrichtung, die sowohl von Jimi Hendrix und Chuck Berry inspiriert wurde als auch vom sanften Sound des Bossa Nova. Gemeinsam mit den Rockmusikern Os Mutantes und Tom Zé brachten sie die Sammlung Tropicalia ou Panis et circensis (Tropicalia oder Brot und Spiele) heraus, die sich durch eine Vermischung traditioneller brasilianischer Rhythmen mit E-Gitarrenklängen auszeichnete. In ihren Texten machten sie sich auf humorvolle Art über die brasilianische Konsumgesellschaft und weitere Aspekte der zeitgenössischen Kultur lustig.
Die brasilianische Militärregierung misstraute den „Tropicalistas“ und ein Song Velosos mit dem Titel É Proibido Proíbír (Es ist verboten, zu verbieten) aus dem Jahr 1968, der sich an einem Slogan aus den Pariser Studentenprotesten orientierte, wurde von den Beamten als Provokation und politische Bedrohung empfunden. So wurden Veloso und Gil im Dezember des Jahres für mehrere Monate inhaftiert und anschließend des Landes verwiesen. Die Künstler blieben für vier Jahre im Exil und brachten ihre neuen Kompositionen mit verschleierten Texten von London aus nach Brasilien, wo sie von anderen Musikern aufgenommen und verbreitet wurden. Andere Mitgliedern der Bewegung kamen weniger glimpflich davon. Einige wurden gefoltert, und der Lyriker und Dichter Torquato Neto starb durch Suizid. Gil und Veloso kehrten 1974 nach Brasilien zurück. Ihr Musikstil gewann weltweite Aufmerksamkeit, wobei er später auch nordamerikanische Künstler wie David Byrne oder Paul Simon beeinflusste.

## Hintergrund
Die Bewegung des Tropicalismo entstand in den frühen 60er Jahren als Reaktion auf den Militärputsch in Brasilien und die einhergehende repressive Politik. Eine politische Bewegung, die gekennzeichnet war von Kritik der Konsummentalität und dem Einfluss der Massenmedien sowie von der Sorge um die Beschneidung politischer Rechte, verband sich mit der Suche nach einem neuen musikalischen Ausdruck jenseits der gängigen Pop-Klischees und Bilder von Brasilien. So entstand die Bewegung des Tropicalismo. (Ein vergleichbarer Vorgang im Film bildet das sog. Cinema Novo.)

„Der Tropicalismo war nie ein bestimmter Stil, wie Bossa Nova, sondern eine Lebenshaltung, eine kulturelle Einstellung, ein Konzept. Wir wollten nur einige Aspekte der traditionellen Musik Brasiliens hervorheben, der ländlichen und der urbanen Folklore, und gleichzeitig die Türe offen halten für Einflüsse aus Amerika und Europa – all diese Dinge vermischen und daraus eine neue Musik entwickeln.“

Der Name selbst stammt von der im April 1967 am Museum für moderne Kunst in Rio unter dem Titel Tropicália durchgeführten Ausstellung des Künstlers Hélio Oiticica. Ein neuer Ansatz in der bildenden Kunst wird als Re-Tropicalismo bezeichnet.
Als Musikstil zeichnet sich der Tropicalismo durch eine Mischung aus Rock, Bossa Nova und Einflüssen brasilianischer und portugiesischer Folkmusik aus. Durch den Einfluss der elektronischen Popmusik entsteht Ende der 1990er Jahre der Neo-Tropicalismo.

## Wichtige Künstler der ersten Phase
- Caetano Veloso (* 1942)
- Gal Costa (1945–2022)
- Gilberto Gil (* 1942)
- Tom Zé (* 1936)
- Maria Bethânia (* 1946)
- Nara Leão (1942–1989)
- Os Mutantes
- Toquinho (* 1946)
- Glauber Rocha, Filmregisseur (1938–1981)
- Torquato Neto, Dichter (1948–1972)

## Wichtige Künstler der zweiten Phase
- Chico César (* 1964)
- Zeca Baleiro (* 1966)
- Jards Macalé (* 1943)
- Sérgio Sampaio (1947–1994)
- Luiz Melodia (1951–2017)
- Jorge Mautner (* 1941)
- Walter Franco (1945–2019)
- Novos Baianos (Musikgruppe, aktiv 1969–1979)
- Secos & Molhados (Musikgruppe, aktiv in den 1970er Jahren)